# معامل التكافؤ السمي
معامل التكافؤ السمي (TEF) هو معامل يُعبّر عن مدى سمّية الديوكسينات، والفيورانات، ومركبات ثنائي الفينيل متعدد الكلور من حيث الشكل الأكثر سمية للديوكسين 8،7،3،2-رباعي كلورو ثنائي بنزو الديوكسين. وقد تختلف سمية المتجانسات الفردية حسب الحجم.
يُمكن باستخدام معامل التكافؤ السمي الكلي التعبير عن مدى سمية خليط من الديوكسينات والمركبات الشبيهة بالديوكسين برقم واحد، وهو ناتج عن حاصل ضرب التركيز وقيم معاملات التكافؤ السمية الفردية لكل مجانس.
طُور مفهوم معامل التكافؤ النسبي (TEF/TEQ)، والذي ينتج عن حاصل قسمة معامل التكافؤ السمي على معامل التكافؤ السمي الكلي لتسهيل تقييم المخاطر والرقابة التنظيمية على الموادّ. تنطبق المجموعة الأولية والحالية من معاملات التكافؤ السمية فقط على الديوكسينات والمواد الكيميائية الشبيهة بالديوكسين (DLCs)، ولكن يمكن تطبيق المفهوم نظريًا على أي مجموعة من المواد الكيميائية التي تفي بمعايير التشابه الواسعة المستخدمة مع الديوكسينات، والتي تتشارك بشكل أساسي في آلية العمل الرئيسية مع تلك المجموعة. حتى الآن لا تمتلك سوى المواد الشبيهة بالديوكسينات مثل هذه الدرجة العالية من الأدلة على التشابه السمي.
طُورت العديد من أنظمة تقييم مدى سمية المواد على مر السنين، مثل معاملات السمية الدولية للديوكسينات والفيورانات فقط (I-TEQDF)، إلى جانب العديد من الأنظمة الخاصة بكل بلد، ويُعتبر المخطط الحالي لمنظمة الصحة العالمية، والمعروف باسم WHO-TEQDFP، والذي يتضمن مركبات ثنائي الفينيل متعدد الكلور مقبول عالميًا بشكل كبير حتى الآن.